# Flanellskjorta

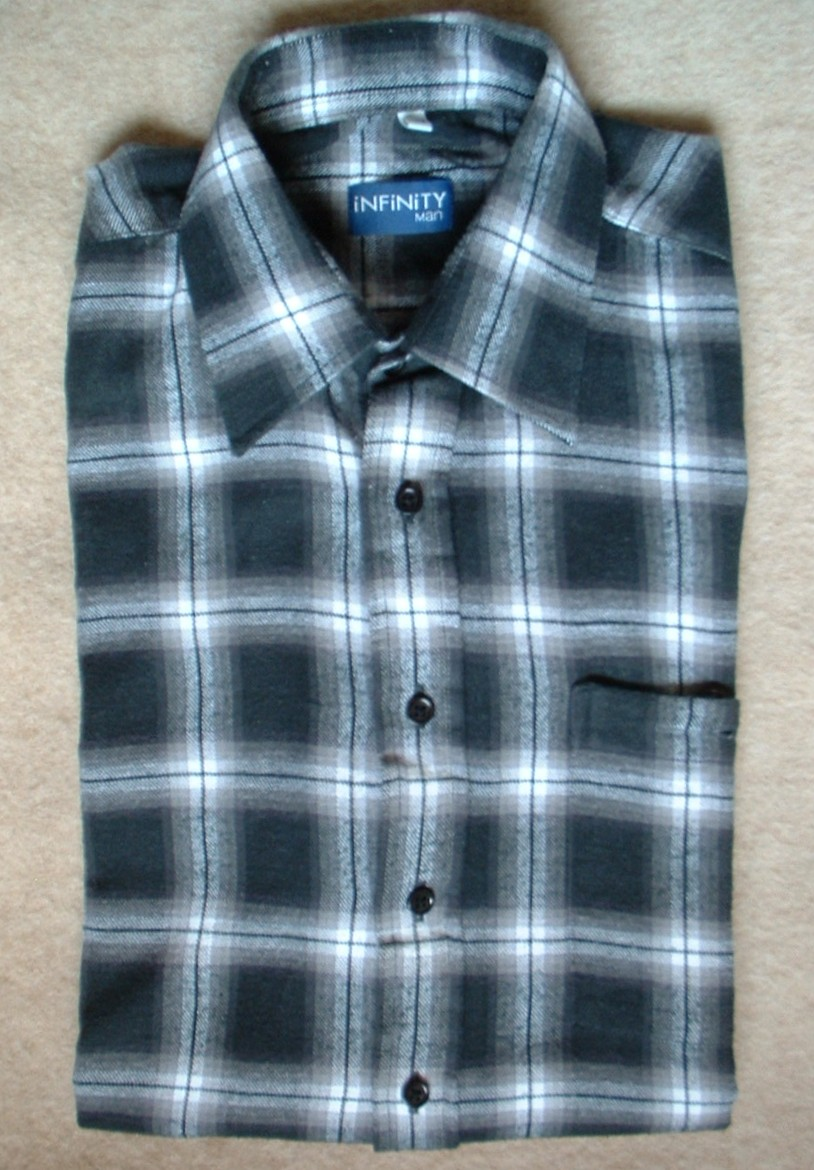
En flanellskojorta.

Flanellskjorta är en skjorta tillverkad av flanell och är ofta rutmönstrad i olika färger och färgnyanser. Skjortan är mjuk eller ullig.
Tyget flanell användes i Wales under 1600-talet. Flanellskjortor var vanliga i England och Skottland i början av 1800-talet. Mönstren och färgerna hämtades från skotska tartanmönster. Flanellkläderna ansågs praktiska och bekväma då de var slitstarka, motståndskraftiga mot hårt väder och samtidigt mjuka.
Flanellskjortan populariserades i Nordamerika, där skogsarbetare, rallare och nybyggare bar flanellkläder. Inte enbart flanellskjortor, utan även rockar, byxor och underkläder av flanell. Flanellskjortan blev genom media förknippad med den amerikanska guldgrävaren. I mitten av 1900-talet blev den åter på modet när den fiktiva jätten Paul Bunyan bar en flanellskjorta. I 1990-talets grungekultur figurerade flanellskjortan flitigt, där den knöts runt midjan, slets sönder eller brändes. Därefter har den blivit ett vardagsplagg som kan bäras av alla, oavsett tillhörighet.